# Sylvia Hanika
Sylvia Hanika, nemška tenisačica, * 30. november 1959, München, Zahodna Nemčija.
V posamični konkurenci je največji uspeh kariere dosegla leta 1981, ko se je uvrstila v finale turnirja za Odprto prvenstvo Francije, kjer jo je premagala Hana Mandlíková v dveh nizih. Na turnirjih za Odprto prvenstvo Avstralije se je najdlje uvrstila v četrtfinale leta 1983, kot tudi na turnirjih za Odprto prvenstvo ZDA v letih 1979, 1981, 1983 in 1984, na turnirjih za Odprto prvenstvo Anglije pa v četrti krog v letih 1982 in 1987. Nastopila je na Olimpijskih igrah 1988 in osvojila deveto mesto v posamični konkurenci.

## Finali Grand Slamov

### Posamično (1)

#### Porazi (1)
| Leto | Turnir                    | Nasprotnica v finalu | Rezultat finala |
| 1981 | Odprto prvenstvo Francije | Hana Mandlíková      | 2–6, 4–6        |